# Jacques Félix Jan de La Hamelinaye
Pour les articles homonymes, voir Jan.
 (octobre 2019).
Si vous disposez d'ouvrages ou d'articles de référence ou si vous connaissez des sites web de qualité traitant du thème abordé ici, merci de compléter l'article en donnant les références utiles à sa vérifiabilité et en les liant à la section « Notes et références ».
Jacques-Félix, comte Jan de La Hamelinaye, né le 22 février 1769 à Montauban-de-Bretagne (Ille-et-Vilaine) et mort le 14 avril 1861 à Rennes, est un général français.

## Biographie
Fils de Jacques Joseph François Jan de La Hamelinaye, avocat, sénéchal de Montauban et subdélégué de l'intendant de Bretagne, et de sa première épouse Pétronille Jeanne Glé des Portes, il choisit la carrière militaire et entre en service le 12 octobre 1791 en qualité de sous-lieutenant dans le 36e régiment d'infanterie et fait la campagne de 1792 sous les ordres de Custine. Capitaine en 1794, il fait partie de la 71e demi-brigade au passage de la Roër sous les ordres de Jourdan. Le pont disposé pour le passage des troupes, s'étant trouvé trop court, est emporté par le courant. Hamelinaye, suivi d'une cinquantaine d'hommes, se précipite dans la rivière, et, malgré le feu de l'ennemi, s'empare de la position.
Chef d'état-major de la division Souham dans le corps du général Sainte-Suzanne en 1800, il combat à Elchingen le 14 octobre 1805 et a un cheval tué sous lui. En 1807, Bernadotte le choisit pour son premier aide-de-camp et l'emmène avec lui dans son gouvernement des villes hanséatiques. Lors de la campagne de 1809 il mérite le grade de général de brigade le 12 juin 1809 au combat de Lintz. Chargé d'attaquer le village de Wagram avec trois bataillons saxons, il a pris déjà trois pièces de canon et plusieurs centaines d'Autrichiens lorsqu'il se trouve placé entre le feu des ennemis qui revenaient sur Wagram et celui d'une seconde brigade saxonne qui, par méprise, vient l'attaquer sur ses derrières, Hamelinaye sut rallier ses troupes avec ordre sous un feu si meurtrier, a son cheval tué et se retire de cette fatale position avec honneur.
Promu officier de la Légion d'Honneur le 14 juin 1804, il est créé chevalier de l'Empire le 15 juillet 1810, puis fait baron de l'Empire le 4 janvier 1811.
Il commande en Calabre une brigade de la division Lamarque. Il a ensuite le commandement des côtes, depuis Scilla jusqu'à Reggio de 1810 à 1811, et se défend avec avantage dans ses cantonnements contre les attaques des flottilles anglaises que vomissait le port de Messine et qu'il force à se retirer. En 1811, le général Hamelinaye se distingue en Catalogne et devient chef de l'état-major général de cette armée. Le 13 janvier 1814 il est nommé général de division et, en cette qualité, fait avec gloire la campagne de France. Il est à peine convalescent d'une maladie aiguë qui l'a forcé de quitter l'armée que le duc de Feltre, ministre de la guerre, met sous ses ordres Orléans, où se trouvent 4 000 hommes de vieilles troupes et 100 pièces de canon.
Il apprend le 10 avril 1814 l'abdication de Napoléon Ier et envoie aussitôt son adhésion aux actes du gouvernement provisoire et au rétablissement des Bourbon. Au mois de juin, il commande le département de la Mayenne. Le 29 juillet 1814, il est fait chevalier de Saint-Louis, et le 23 août suivant commandeur de la Légion d'honneur.
Au 20 mars 1815, il se trouve sous les ordres du duc de Bourbon et n'abandonne pas la cause royale. Il fait même de grands efforts pour retenir ses troupes dans l'obéissance, mais Napoléon Ier l'emporte et le, 24, Hamelinaye fait sa soumission. On le laisse d'abord sans emploi. Ce n'est que le 24 mai qu'il est envoyé à Tours commander la 22e division. Dès le 12 juillet, il fait reprendre la cocarde blanche aux troupes et le lendemain, à l'arrivée à Tours d'autres troupes et d'officiers sans emploi, il court les plus grands dangers, et sa vie est longtemps menacée. Il a tenté de réunir la garde nationale, mais inutilement. Croyant arrêter le désordre, il permet au maréchal de camp Nicolas de reprendre la cocarde tricolore que les troupes n'avaient pas quittée. Le lendemain il quitte Tours pour se rendre auprès du ministre de la guerre. Le roi approuve sa conduite, et le ministre le renvoie à Tours où il reste jusqu'au 10 novembre et y licencie neuf régiments. Le général Hamelinaye a exercé depuis plusieurs commandements.
Il est nommé grand officier de la Légion d'honneur en 1820 et commandeur de Saint-Louis en 1821, puis enfin élevé aux dignités de vicomte et de comte en 1827 et 1829. Resté à Dijon en 1830, le lieutenant-général Jan de La Hamelinaye, classé pour 1831 dans le cadre d'activité fixé par l'ordonnance du 15 septembre 1830, obtint définitivement sa retraite le 2 décembre 1832 et se retire à Contest (Mayenne).
Deux de ses petits-fils sont autorisés à faire modifier leur nom par décret du 5 janvier 1853 et à s'appeler Poinçon de La Blanchardière-Jan de La Hamelinaye.